# Simon Winchester
Pour les articles homonymes, voir Winchester.

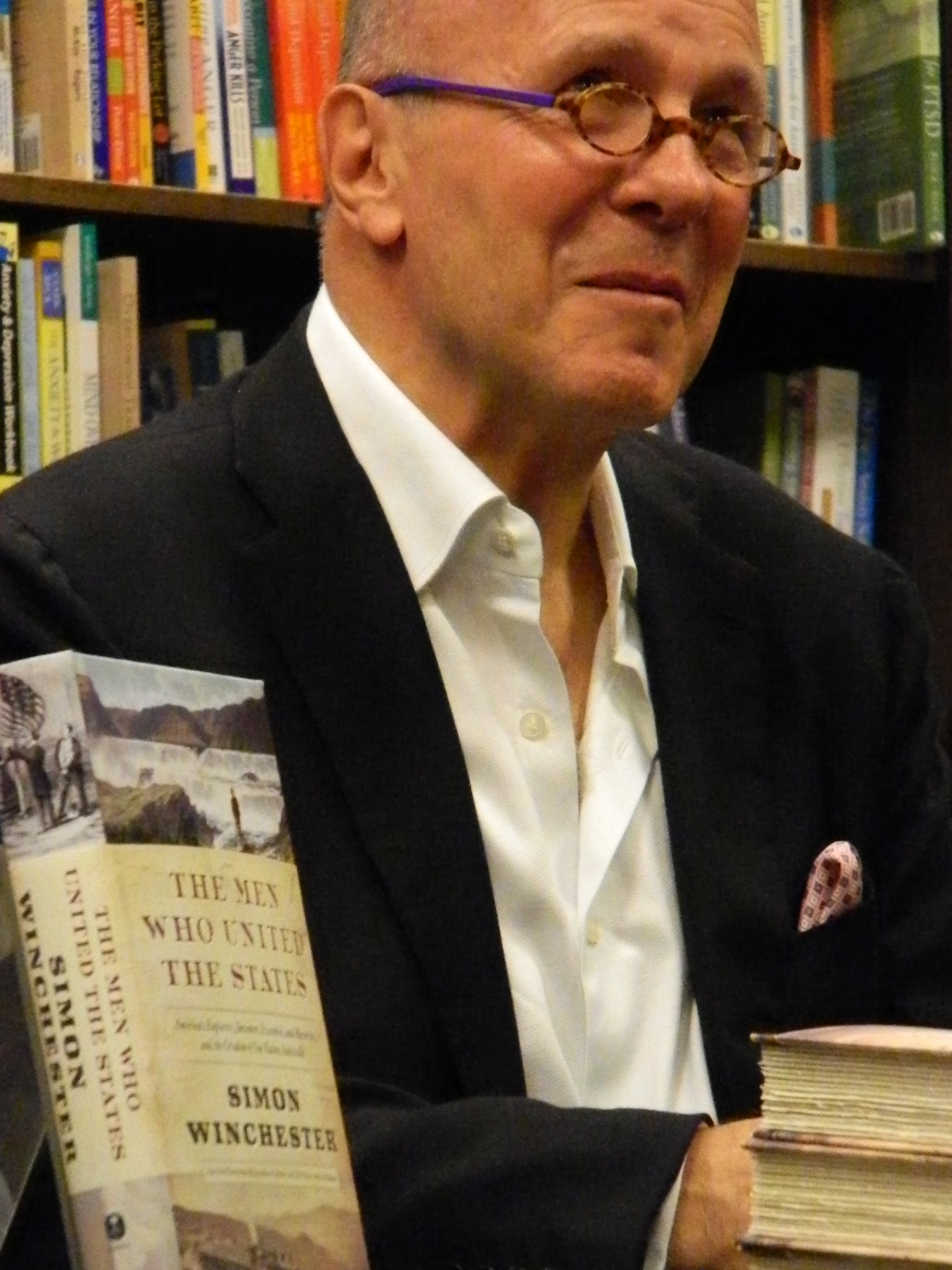
Simon Winchester

Simon Winchester (28 septembre 1944) est un journaliste et écrivain britannique. Il vit alternativement dans une petite ferme du Massachusetts, et sur une île à l'ouest de l'Écosse.
Journaliste reconnu, il a été enlevé par les militaires Argentins  lors de la Guerre des Malouines. Son histoire a été portée à l'écran à la BBC sous le titre An Ungentlemanly Act (Action peu courtoise), son rôle étant interprété par Paul Geoffrey. 
Il est aussi écrivain et s'est spécialisé dans des biographies brillamment recherchées. Le fou et le professeur porte sur un personnage excentrique enfermé pour avoir tué un homme par erreur et qui consacrera des décennies à la mise en place du monumental Oxford English Dictionary.
Son dernier succès de librairie, intitulé en anglais Bomb, Book & Compass (Bombe, livre et boussole) (2008) a pour thème central le biochimiste britannique Joseph Needham, célèbre pour ses travaux sur la Chine.

## Œuvres
- Le fou et le professeur (titre original: The Professor and the Madman), Jean-Claude Lattès, 2000, 300 p.  (ISBN 9782253150824)
- La carte qui a changé le monde. William Smith et la naissance de la géologie moderne, Jean-Claude Lattès, 2003, 387 p.  (ISBN 978-2709623537)
- Krakatoa 27 août 1883, le jour où la Terre explosa, Jean-Claude Lattès, 2005, 478 p.  (ISBN 978-2744187568)
- The Man Who Loved China: The Fantastic Story of the Eccentric Scientist Who Unlocked the Mysteries of the Middle Kingdom, (titre américain), Harper, 2009, 316 p.  Version anglaise : Bomb, Book and Compass: Joseph Needham and the Great Secrets of China, Joanna Cotler Books, 2008, 336 pages,  (ISBN 0060884592) .
- The Men Who United the States: America's Explorers, Inventors, Eccentrics and Mavericks, and the Creation of One Nation, Indivisible, 2013